# Lenguas kanyara
Las lenguas kanyara o kañara son dos lenguas aborígenes australianas estrechamente emparentadas que forman un grupo filogenético en Australia occidental. El término kanyara proviene de la palabra para 'hombre' en ambas lenguas.

## Lenguas del grupo
Las dos lenguas documentadas clasificadas dentro del grupo kanyara son:
- Burduna (Bayungu)
- Dhalanyji (Binigura)

Las variedades mencionada entre paréntesis a veces se consideran lenguas separadas. Estas lenguas se hablan en la región entre las desembocaduras de los ríos Gascoyne y Ashburton, a lo largo de la costa y extendiéndose hacia el interior.
Las lenguas kanyara forman una rama de las lenguas pama-ñunganas, y se consideran relacionadas con otras lenguas sudoccicentales de este grupo de lenguas. El grupo kanyara fue propuesto por primera vez por Austin (1988) a partir de criterios léxicos, morfológicos y sintácticos.

## Comparación léxica
Los numerales en las lenguas kanyara son:
| GLOSA | Dhalandji (Thalanyji) | Pinigura (Binigura) | Bayungu         | Burduna           | PROTO- KANYARA   |
| ----- | --------------------- | ------------------- | --------------- | ----------------- | ---------------- |
| '1'   | gurriga               | mirrura             | gurriga         | mirrura, gayanu   | *kurika, *miruɻa |
| '2'   | gutharra              | gutharra            | gutharra        | gutharra, guyarra | *kut̪ara          |
| '3'   | jarrgurdi             | jarrgurdi           | jarrgu, mankurr | jarrgurdi         | *jarkuʈi         |